# New Woodville (Oklahoma)
Pour les articles homonymes, voir Woodville.
New Woodville est une ville du comté de Marshall, dans l'Oklahoma.

## Histoire
Une municipalité appelée Woodville existait avant 1944 quand elle a été submergée par la création du Lac Texoma.

## Géographie
D'après le bureau du recensement des États-Unis, sa superficie est de 0,26 km2.

### Démographie
Au recensement de 2000, la population était de 69 habitants, avec 27 ménages et 18 familles résidentes. La densité était de 242,2 hab/km2.
La répartition ethnique était de 98.55% d'Euro-Américains et 1.45% d'autres origines. Le revenu moyen par habitant était de 5 438 dollars avec 47.5% sous le seuil de pauvreté.

## Source
- (en) Cet article est partiellement ou en totalité issu de l’article de Wikipédia en anglais intitulé « New Woodville, Oklahoma » (voir la liste des auteurs).